# Dobranje (żupania dubrownicko-neretwiańska)
Dobranje – wieś w Chorwacji, w żupanii dubrownicko-neretwiańskiej, w gminie Zažablje. W 2011 roku liczyła 6 mieszkańców.